# Mexico van A tot Z

## A

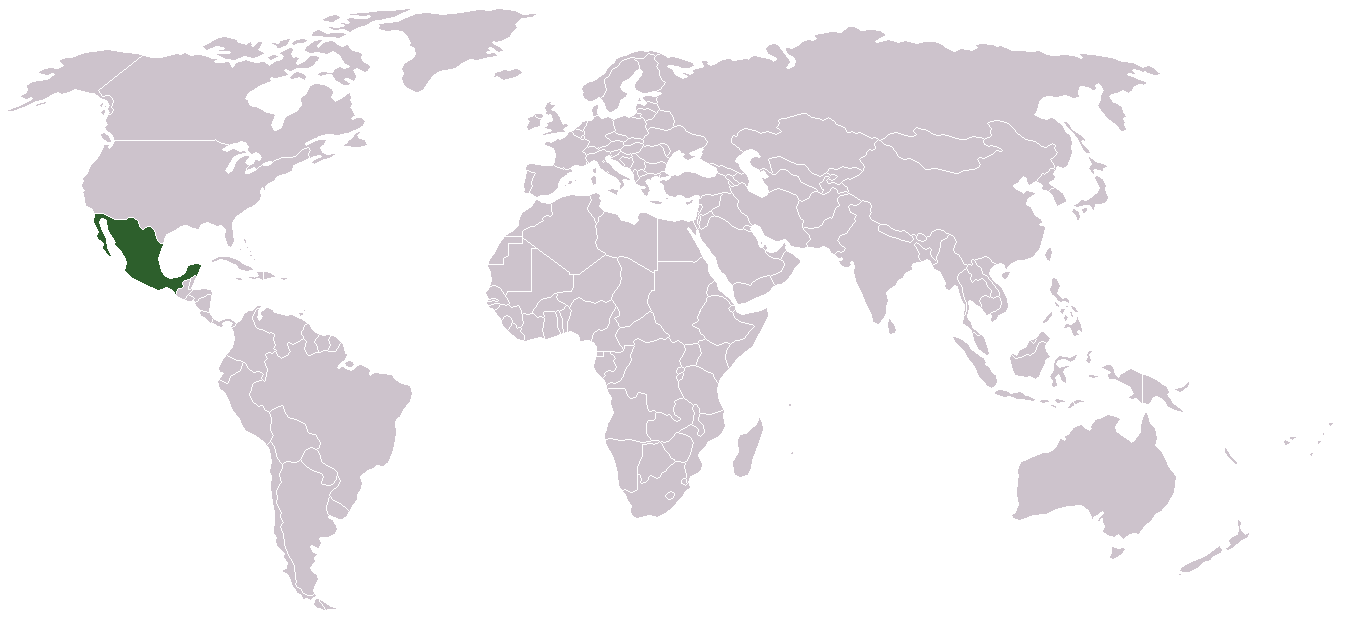
Locatie van Mexico

Aardbeving Mexico 1985 - Carlos Abascal - Acamapichtli - Acapulco de Juárez - Acht Hert Jaguar Klauw - Acolhuacan - Aerolitoral - Aeroméxico - Agglomeratie Guadalajara - Agglomeratie Mexico-Stad - Agglomeratie Monterrey - Aguascalientes - Aguascalientes (staat) - Adolfo Aguilar Zínser - Ahau - Ahuitzotl - Raúl Alcalá - Slag om de Alamo - Lucas Alamán - Miguel Alemán - Algemene Mexicaanse verkiezingen van 2006 - Nieuwe Alliantie - Juan Nepomuceno Almonte - Pedro de Alvarado - Juan Álvarez - Club América - Anáhuac - Pedro Anaya - Ángel de la Independencia - Antón Lizardo-incident - Apodaca - Mariano Arista - Arrecife Alacranes - Miguel Arroyo - Athapascan - Dr. Atl - Atlas Guadalajara - Atlatl Cauac - Louis Michel Aury - Authentieke Partij van de Mexicaanse Revolutie - Avenida de los Insurgentes - Manuel Ávila Camacho - Maximino Ávila Camacho - Axayacatl - Ayutla de los Libres - Azcapotzalco - Azteekse mythologie - Azteken - Aztekenstadion - Aztlán

## B
Baja California (staat) - Bajío - Baktun - Banco de México - Miguel Barbachano - Francisco León de la Barra - Miguel Barragán - Manuel Bartlett Bautista - Manuel Bartlett Díaz - Basiliek van Guadalupe - Beleg van Querétaro - Belgisch legioen (1864-1867) - Belize - Nuño Beltrán de Guzmán - Bernal - Beroemde Mexicanen - Bevrijdingsleger van het Zuiden - Cuauhtémoc Blanco - Bloedbad van Acteal - Bloedbad op Corpus Christi - Bloedbad van Tlatelolco - Bloedlatingsritueel - Bolsa Mexicana de Valores - José María Bocanegra - Jared Borgetti - Nicolás Bravo - Omar Bravo - Arturo Brizio Carter - Burrito - Anastasio Bustamante

## C
Álvar Núñez Cabeza de Vaca - Cacamatzin - Cacique (opperhoofd) - Cactus - Felipe Calderón - Plutarco Elías Calles - Camerone - Roberto Campa - Campeche (stad) - Campeche (staat) - Jorge Campos - Valentín Canalizo - Cancún - Jacinto Canek - Carabela - Cuauhtémoc Cárdenas - Lázaro Cárdenas Batel - Lázaro Cárdenas del Río - Venustiano Carranza - Martín Carrera - Felipe Carrillo Puerto - Francisco Carvajal - Jorge Castañeda - Nabor Castillo - Juan Bautista Ceballos - Celaya - Cenote - Chapalameer - Chapultepec (heuvel) - Chapultepec (paleis) - Charlotte van Mexico - Chetumal - Chiapas - Chichén Itzá - Chicxulub - Chihuahua (stad) - Chihuahua (staat) - Chihuahua al Pacífico - Chilipeper - Chilpancingo de los Bravos - Chimalpopoca - Chimalhuacán - Chivas de Guadalajara - Cinco de mayo - Citlaltepetl - Chimalhuacán - Ciudad General Escobedo - Ciudad Juárez - Ciudad López Mateos - Ciudad Nezahualcóyotl - Ciudad Nicolás Romero - Ciudad Obregón - Ciudad Victoria - Clarión - Clipperton - Manuel Clouthier - Coahuila - Coahuila y Tejas - Coahuilteken - Coatzacoalcos (stad) - Colima (stad) - Colima (staat) - Colima (vulkaan) - Colorado (rivier) - Luis Donaldo Colosio - Ignacio Comonfort - Congres van Chilpancingo - Congres van de Unie - Conquistador - Convergentie - José Justo Corro - Hernando Cortés - Coyoacán - Cozumel - Santiago Creel - Cristero - Cruz Azul - Juana Inés de la Cruz - Cuauhtemoc - Juan Diego Cuauhtlatoatzin - Cuautitlán - Cuautitlán Izcalli - Cuernavaca - Cuicuilco - Cuitlahuac - Culiacán

## D
Dag van de Doden - Dal van Mexico - Dedazo - Demografie van Mexico - Luis Ernesto Derbez - Desaparecidos - Día de la Raza - Bernal Díaz - Rómulo Díaz de la Vega - Gustavo Díaz Ordaz - Porfirio Díaz - Dolores Hidalgo - Maribel Domínguez - Dorados de Sinaloa - Giovanni Dos Santos - Durango (staat) - El Negro Durazo

## E
Ecatepec de Morelos (gemeente) - Francisco Javier Echeverría - Luis Echeverría - Eerste Mexicaanse Keizerrijk - Ejido - Alejandro Encinas - Ensenada - Mariano Escobedo

## F
Faja de Oro - Faro del Comercio - Federaal District - Federaal Electoraal Instituut - Federale republiek - Felipe Carrillo Puerto - Filibuster - Vicente Fox - Franse interventie in Mexico

## G
Gadsdenaankoop - Gael García Bernal - Tomás Garrido Canabal - Eugenio Garza Sada - Gebakoorlog - Geografie van Mexico - Francisco Gil Díaz - Gitarron - Geschiedenis van Mexico - Geschiedenis van de Mayabeschaving - Golf van Californië - Golf van Campeche - Golf van Mexico - Golf van Tehuantepec - Valentín Gómez Farías - Gómez Palacio - Manuel Gómez Pedraza - Manuel González - Roque González Garza - Francisco González Bocanegra - José Natividad González Parás - Goudhemden - Mexicaanse gouverneursverkiezingen 2005 - Mexicaanse gouverneursverkiezingen 2006 - Grens tussen Mexico en de Verenigde Staten - Juan de Grijalva - Grito de Dolores - Groene Ecologische Partij van Mexico - Grondwet van 1917 - Grote Oceaan - Guacamole - Guadalajara - Guadalupe (Nuevo León) - Guanajuato (stad) - Guanajuato (staat) - Guatemala - Guerrero - Gonzalo de Guerrero - Vicente Guerrero -Gustavo A. Madero (gemeente) - Eulalio Gutiérrez

## H
Carlos Hank González - Jorge Hank Rhon - Heren van de Nacht - Hermosillo - Gilberto Hernández - Francisco Hernández de Córdoba - José Joaquín de Herrera - Hervormingsoorlog - Hidalgo - Miguel Hidalgo -Himno Nacional Mexicano - Hispanics - Holbox - Huaxteeks - Huaxteken - Adolfo de la Huerta - Victoriano Huerta - Hueyi tlahtoani - Huitzilihuitl - Huitzilopochtli - Hylocereus undatus

## I
Rosario Ibarra - José María Iglesias - Indianen - Institutioneel Revolutionaire Partij - Irapuato - Isla Guadalupe - Isla Mujeres - Isla de Sacrificios - ISO 3166-2:MX - Agustín de Iturbide - Agustín de Iturbide y Green - Itzcoatl - Ixtapaluca - Ixtlilxochitl I - Ixtlilxochitl II

## J
Jacalteeks - Jalisco - Estadio Jalisco - Rubén Jaramillo - La Jornada - Benito Juárez

## K
Kaap Catoche - Frida Kahlo - Kalenderkringloop - Kamer van Afgevaardigden - Kamer van Senatoren - Keizers (lijst) - K'inich K'an B'alam II - K'inich K'an Joy Chitam II - Klassiek Maya - Koperkloof - Korte telling - Enrique Krauze

## L
Francisco Labastida - Francisco Lagos Cházaro - Landengte van Tehuantepec - Lange telling - La Paz - Pedro Lascuráin - Latijns-Amerika - Lázaro Cárdenas - Lecumberri - Leger - Leger van de Drie Garantiën - León - Miguel León-Portilla - Sebastián Lerdo de Tejada - José Yves Limantour - José Joaquín Fernández de Lizardi - Ignacio de la Llave - Manuel María Lombardini - Adolfo López Mateos - Andrés Manuel López Obrador - José López Portillo - Los Altos - Los Mochis - Los Reyes Acaquilpan - Luchtmacht - Francisco Luna Kan

## M
Francisco I. Madero - Gustavo A. Madero - Roberto Madrazo - Miguel de la Madrid - Maïs - La Malinche - Manila (Durango) - Manzanillo (Colima) - Maquiladora - Subcomandante Marcos - María de Lourdes - Mariachi - Rafael Márquez - Ramón Martín Huerta - Matamoros (Tamaulipas) - Maximaat - Maximiliaan van Mexico - Maya - Mayakalender - Mayatalen - Margarita Maza de Juárez - Mazateken - Mazatlán - McLane-Ocampoverdrag - Juan N. Méndez - Santiago Méndez - Patricia Mercado - Mérida - Meso-Amerika - Meso-Amerikaans balspel - Mesties - Mexicaans-Amerikaanse Oorlog - Mexicaanse Onafhankelijkheidsoorlog - Mexicaanse peso - Mexicaanse Revolutie - Mexicaans voetbalelftal  - Mexicana de Aviación - Mexicali - Mexico - Mexico (land) - Mexico (staat) - Mexico-Stad - Mezcal - Michoacán - Midden-Amerika - Miguel Miramón - Mitla - Mixcoatl - Ce Tecpatl Mixcoatl - Mixe-Zoque - Mixe-Zoque-talen - Mixteken - Moctezuma I - Motecuhzoma II - Monte Albán - Monterrey - Arturo Montiel - Moorden in Ciudad Juárez - Morelia - Morelos - José María Morelos - Morena - Moto Islo - Muralisme - Melchor Múzquiz

## N
Nahua - Nahuatl - Nationaal Electoraal Instituut - Nationaal Synarchistische Unie - Nationale Actiepartij - Nationale Autonome Universiteit van Mexico - Naucalpan de Juárez - Nayarit - Neder-Californië (schiereiland) - Neder-Californië (staat) - Pedro Celestino Negrete - Nezahualcoyotl - Nezahualpilli - Nieuw-Galicië - Nieuw-Spanje - Niños Héroes - Noord-Amerika - Noord-Amerikaanse Vrijhandelsovereenkomst - Nueva Ciudad Guerrero - Nuevo Laredo - Nuevo León

## O
Oaxaca - Oaxaca de Juárez - Álvaro Obregón - Melchor Ocampo - Ocelot - Juan de O'Donojú - Olie - Joaquín del Olmo - Olympische Zomerspelen 1968 - Onderkoningen (lijst) - Onze-Lieve-Vrouw van Guadalupe - O'odham - Opper-Californië - Opuntia ficus-indica - Organisatie van Amerikaanse Staten - Orizaba - José Clemente Orozco - Pascual Orozco - Pascual Ortiz Rubio

## P
Pacal de Grote - Pachuca de Soto - Palenque - Pan-Amerikaanse Snelweg - Pánuco - Río Pánuco - Mariano Paredes y Arrillaga - Paricutín - Partij van de Arbeid - Partij van de Democratische Revolutie - Paseo de la Reforma - Pas van Cortés - Patricio Patrón - José Ignacio Pavón - Octavio Paz - Enrique Peña - Manuel de la Peña y Peña - Peonage - Julio Alberto Pérez - El Periquillo Sarniento - Peter van Gent - Petróleos Mexicanos - Peyote - José María Pino Suárez - Los Pinos - Plan (Mexico) - Plan van Ayutla - Plan van Casa Mata - Plan van Iguala - Plan van San Luis Potosí - Playa del Carmen - Plaza de la Constitución - Plein van de Drie Culturen - Yeidckol Polevnsky - Politieke partijen (lijst) - Politiek van Mexico - Polko - Popocatépetl - Porfiriaat - Emilio Portes Gil - Juan Jesús Posadas Ocampo - Presa Falcón - President - Primera División de México - Puebla - Puebla de los Ángeles - Puerto Vallarta (gemeente) - Puerto Vallarta (stad) - Pumas UNAM

## Q
Querétaro de Arteaga - Quetzal - Quetzalcoatl - Anthony Quinn - Quintana Roo - Andrés Quintana Roo

## R
Ignacio Ramírez - Comandanta Ramona - Reforma - Republiek Californië - Republiek Texas - Republiek Yucatán - Republiek van de Rio Grande - Juan Vicente de Güemes Pacheco y Padilla, graaf van Revilla Gigedo - Revillagigedo-eilanden - Revolutie van Ayutla - Revolutionaire Arbeiders- en Arbeidsterspartij - Alfonso Reyes - Reynosa - Andrés Manuel del Río - Río Bravo - Río Pánuco - Alfredo Ripstein -  Angélica Rivera - Diego Rivera - Rosario Robles - Manuel Robles Pezuela - Roca Partida - Rocas Alijos - Rocky Mountains - Abelardo Luján Rodríguez - Humberto Rodríguez Bañuelos - Rooms-Katholieke Kerk - Ronde van Mexico - Ernesto Ruffo Appel - Miguel Ruiz - Samuel Ruiz - Adolfo Ruiz Cortines - José Francisco Ruiz Massieu - Ulises Ruiz Ortiz

## S
Sac K'uk' - Marta Sahagún - Pablo Salazar Mendiguchía - José Mariano de Salas - Carlos Salinas - Enrique Salinas - Raúl Salinas - Saltillo - San Benedicto - Hugo Sánchez - San Cristóbal de las Casas - San Francisco Coacalco - San Luis Potosí (stad) - San Luis Potosí (staat) - San Miguel de Allende - San Nicolás de los Garza - San Pedro Garza García - San Pedro Tlaquepaque - Antonio López de Santa Anna - Santa Catarina - Santa Fe de Nuevo México - Santiago de Querétaro - Santiago de Tequila - Santo Domingo Tehuantepec - Efrén Santos - Satellietpartij - Claudia Sheinbaum - Sian Ka'an - Sierra Madre - David Alfaro Sigueiros - Sinaloa - Slag bij Calpulapan - Slag om de Caraïbische Zee - Slag bij Celaya - Slag om Chapultepec - Slag om Churubusco - Slag bij Estancia de las Vacas - Slag om Mexico-Stad - Slag om Molino del Rey - Slag bij Padierna - Slag bij Puebla - Slag bij San Jacinto - Carlos Slim - Sociaal-Democratisch en Boerenalternatief - Soconusco - Socorro - Sombrero - Juan Soldado - Sonoraanse Dynastie - Sonoraanse Woestijn - Sonora (staat) - Spaans - Staatshoofden (lijst) - Staten van Mexico - Steden (lijst) - Stierenvechten - Straat Yucatán - Claudio Suárez - Superbarrio

## T
Tabasco (staat) - Tabascosaus - Taco - Tamaulipas - Tampico (Tamaulipas) - Tampico-incident - Tapachula - Tarasken - Taraskisch - Tecuichpotzin - Tehuacán - Tempels van Palenque - Tenochtitlan - Teotihuacán - Tepic - Tequila - Tequilacrisis - Texcoco - Texcocomeer - Teziutlán - Tierra y Libertad! - Tijuana - Tikal - Tixtla - Tizoc - Tlacaellel - Diego Velázquez Tlacotzin - Tlalnepantla (Morelos) - Tlalnepantla de Baz - Tlaloc - Tlatelolco - Tlaxcala - Tlaxcala de Xicoténcatl - Tloque Nahuaque - Tolteken - Toluca de Lerdo - Tonalá (Jalisco) - Tonatiuh - Topiltzin Ce Acatl Quetzalcoatl - Gerardo Torrado - Carlos Zeferino Torreblanca - Torreón - Tortilla - Trans-Mexicaanse Vulkanengordel - Triumviraat van 1829 - Leon Trotski - Tututepec de Melchor Ocampo - Tuxtla Gutiérrez - Tweede Mexicaanse Keizerrijk

## U
Uruapan del Progreso - Usumacinta - Uxmal

## V
Gabriel Valencia - Vanille-orchidee - Chavela Vargas - José Vasconcelos - Gustavo Vázquez - Gerardo Clemente Vega García - Carlos Vela - Consuelo Velázquez - Venetiaans - Veracruz de Ignacio de la Llave - Veracruz Llave - Verdrag van Córdoba - Verenigde Staten - Guadalupe Victoria - Victoria de Durango - Pancho Villa - Villahermosa - Antonio Villarreal - Vlag van Mexico - Vrede van Guadalupe Hidalgo

## W
Wapen van Mexico - Wereldkampioenschap voetbal 1986 - Wereldkampioenschap Voetbal - 1986 - Henry Lane Wilson

## X
Xalapa de Enríquez - Xico (Mexico) - Xicotencatl de Oudere - Axayacatl Xicotencatl - Xocoatl - Xochicalco - Xochimilco

## Y
Yanga - Yaqui (volk) - Yaxchilán - Yucatán (schiereiland) - Yucatán (staat) - Yucateeks Maya

## Z
Zacatecas (stad) - Zacatecas (staat) - Zamora de Hidalgo - Emiliano Zapata - Zapatistisch Nationaal Bevrijdingsleger - Zapopan - Zapoteken - Ignacio Zaragoza - Margarita Zavala - Ernesto Zedillo - Zetas - Zilver - Zimmermanntelegram - Zócalo - Zuid-Neder-Californië - Félix María Zuloaga